# Skočna
Skoçan en albanais et Skočna en serbe latin (en serbe cyrillique : Скочна) est une localité du Kosovo située dans la commune/municipalité de Vushtrri/Vučitrn et dans le district de Mitrovicë/Kosovska Mitrovica. Selon le recensement kosovar de 2011, elle compte 5 habitants, tous albanais.

## Histoire
Skoçani est un village situé dans la municipalité de Vushtrri, au Kosovo, également connu sous le nom de Çukas depuis 1999. Ce village a été fondé vers 1860 par des membres du clan Berisha, qui s'y sont installés après plusieurs déplacements dus à des conflits avec les autorités locales et les métayers des villages de Ceceli et Pasomë. Selon des sources historiques, Mehmet, l'ancêtre fondateur du village, a acheté les terres de Skoçani à un bey de Vushtrri.

## Démographie

### Évolution historique de la population dans la localité
| 1948 | 1953 | 1961 | 1971 | 1981 | 1991 | 2011 |
| ---- | ---- | ---- | ---- | ---- | ---- | ---- |
| 141  | 158  | 183  | 217  | 75   | 123  | 5    |

|  |